# Glades County
Das Glades County ist ein County im Bundesstaat Florida der Vereinigten Staaten. Der Sitz der Countyverwaltung (County Seat) befindet sich in Moore Haven.

## Geschichte
Glades County wurde am 23. April 1921 aus Teilen des DeSoto County gebildet und nach den Everglades benannt.

## Geographie
Das County hat eine Fläche von 2556 Quadratkilometern, wovon 551 Quadratkilometer Wasserfläche sind. Es grenzt im Uhrzeigersinn an folgende Countys: Okeechobee County, Martin County, Palm Beach County, Hendry County, Lee County, Charlotte County, DeSoto County und Highlands County.

## Demografische Daten
Nach der Volkszählung im Jahr 2010 lebten im Glades County 12.884 Menschen in 6.979 Haushalten. Die Bevölkerungsdichte betrug 6,4 Einwohner pro Quadratkilometer. Ethnisch betrachtet setzte sich die Bevölkerung zusammen aus 71,0 % Weißen, 12,3 % Afroamerikanern, 4,6 % Indianern und 0,4 % Asian Americans. 9,9 % waren Angehörige anderer Ethnien und 1,7 % verschiedener Ethnien. 21,1 % der Bevölkerung bestand aus Hispanics oder Latinos.
Im Jahr 2010 lebten in 26,6 % aller Haushalte Kinder unter 18 Jahren sowie 42,1 % aller Haushalte Personen mit mindestens 65 Jahren. 67,0 % der Haushalte waren Familienhaushalte (bestehend aus verheirateten Paaren mit oder ohne Nachkommen bzw. einem Elternteil mit Nachkomme). Die durchschnittliche Größe eines Haushalts lag bei 2,52 Personen und die durchschnittliche Familiengröße bei 2,96 Personen.
21,0 % der Bevölkerung waren jünger als 20 Jahre, 24,9 % waren 20 bis 39 Jahre alt, 26,2 % waren 40 bis 59 Jahre alt und 27,8 % waren mindestens 60 Jahre alt. Das mittlere Alter betrug 43 Jahre. 57,8 % der Bevölkerung waren männlich und 42,2 % weiblich.
Das jährliche Durchschnittseinkommen eines Haushalts betrug 35.219 USD, dabei lebten 25,3 % der Bevölkerung unter der Armutsgrenze.
Im Jahr 2010 war englisch die Muttersprache von 77,43 % der Bevölkerung, spanisch sprachen 18,78 % und 3,79 % hatten eine andere Muttersprache.

## Kultur und Sehenswürdigkeiten

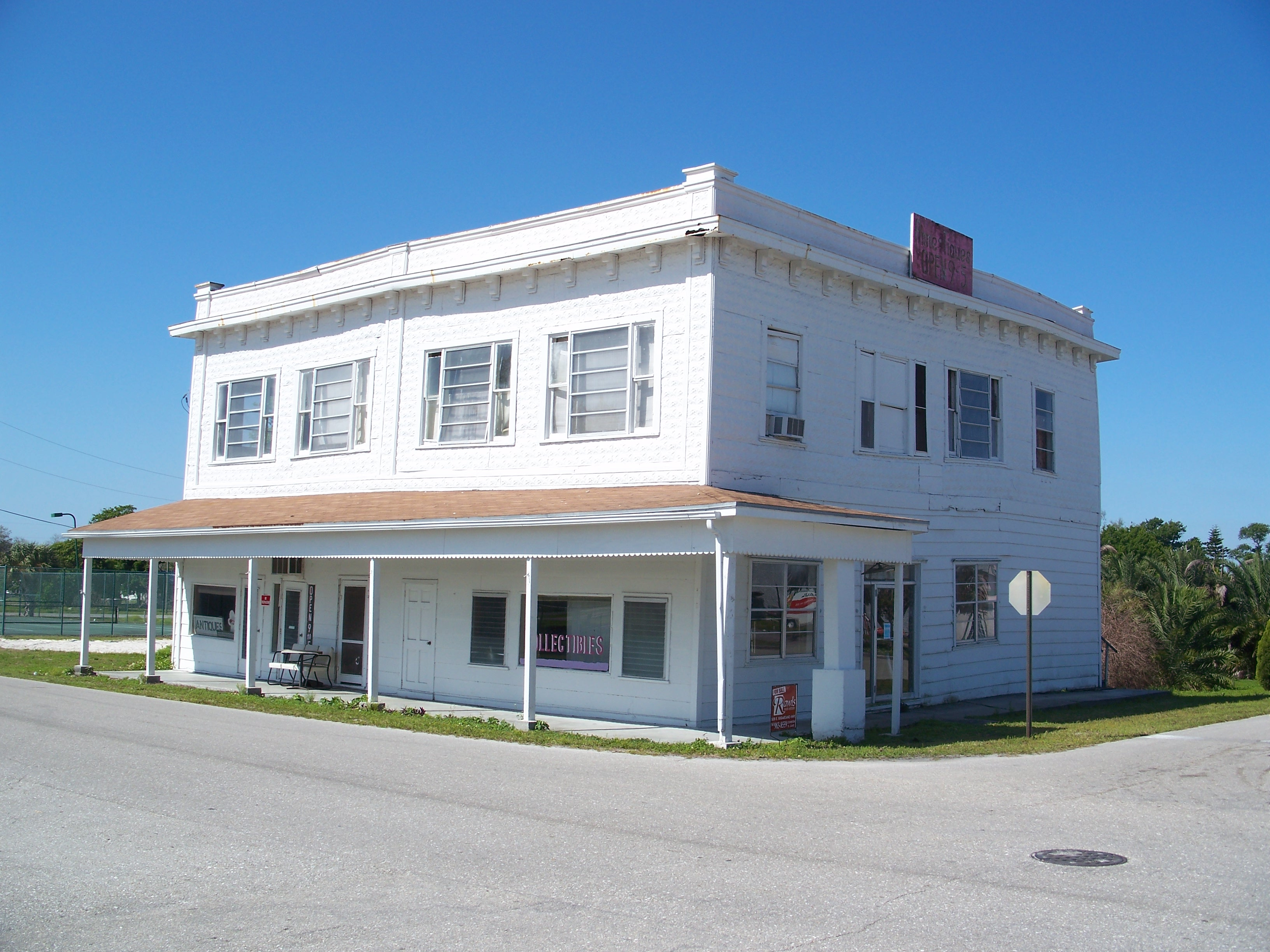
Ehemaliges Bankgebäude im Moore Haven Downtown Historic District (2010). Dieses Areal umfasst sieben Contributing Properties („beitragende Objekte“). Der Historic District wurde im Oktober 1995 als erstes Objekt im Glades County in das NRHP eingetragen.

Drei Bauwerke und Historic Districts („historische Bezirke“) im Glades County sind im National Register of Historic Places („Nationales Verzeichnis historischer Orte“; NRHP) eingetragen (Stand 19. Januar 2023), der Moore Haven Downtown Historic District, der Moore Haven Residential Historic District und die Red Barn.

## Orte im Glades County
Orte im Glades County mit Einwohnerzahlen der Volkszählung von 2010:
City:
- Moore Haven (County Seat) – 1.680 Einwohner

Census-designated place:
- Buckhead Ridge – 1.450 Einwohner